# Euchorthippus dahinganlingensis
Euchorthippus dahinganlingensis är en insektsart som beskrevs av Zhang, Fengling och Bingzhong Ren 1992. Euchorthippus dahinganlingensis ingår i släktet Euchorthippus och familjen gräshoppor. Inga underarter finns listade i Catalogue of Life.